# Zlatko Radovniković
Zlatko Radovniković, bivši igrač splitskog Hajduka iz šezdesetih godina. Za Hajduk ima 24 nastupa, od čega devet prvenstvenih utakmica, tri za kup i dva europska natjecanja, i u 10 prijateljskih utakmica.
Zlatko za Bile prvi puta nastupa u prvenstvu Jugoslavije 28. listopada 1962. protiv Sarajeva u Sarajevu, koja je završila neodlučeno 2:2
Na utakmici protiv Sarajeva oba gola za Hajduk zabio je Siniša Fulgosi, na golu je bio Ante Jurić, a nastupili su još I. Bego, Ilić, Cuzzi, Brkljača, Colnago, Papec, Anković i Kovačić; posljednji je ušao Z. Bego a izašao Colnago.
Zlatko Radovniković nema zabilježen nijedan pogodak za Bile.
Statistika u Hajduku
| Natjecanje        | Nastupi | Zgoditci |
| ----------------- | ------- | -------- |
| Prvenstvo         | 9       | 0        |
| Kup               | 3       | 0        |
| Superkup          | 0       | 0        |
| Međunarodne       | 2       | 0        |
| Splitski podsavez | 0       | 0        |
| Ukupno            | 14      | 0        |
| Prijateljske      | 10      | 0        |
| Sveukupno         | 24      | 0        |